# قره‌سوران
قره‌سوران به ترتیب سپاه ژاندارمری و اداره امنیت استانی دودمان صفویان و قاجاریان در دوران‌ ایران صفوی و دوران ایران قاجاری بودند. بیشتر اعضای قره‌سوران در حفاظت و ایمنی جاده‌های اصلی شرکت داشتند.